# 中ブトン県
中ブトン県 (ちゅうブトンけん、インドネシア語: Kabupaten Buton Tengah)はインドネシアの南東スラウェシ州に位置する県。県都はラブンカリ(Labungkari)。
2014年の第15号法によってブトン県から暫定的に分割設置された。
かつてはブトン王国に属する地域であった。
県内ではトウモロコシや綿花などが栽培されている。

## 自治体
県は7の郡（kecamatan）からなり、2010年の調査では人口は以下のようであった。
| 名称                                   | 人口 2010年 |
| -------------------------------------- | ----------- |
| Gu                                     | 15,836      |
| Sangia Wambulu                         | 5,003       |
| Lakudo                                 | 20,210      |
| Mawasangka                             | 22,054      |
| Mawasangka Timur (East Mawasangka)     | 4,839       |
| Mawasangka Tengah (Central Mawasangka) | 9,147       |
| Talaga Raya                            | 9,023       |

## 註
1. ↑  “Masyarakat Buton Tengah Sepakat Ibukota di Labungkari” (2014年2月6日). 2016年3月24日閲覧。
2. ↑  Biro Pusat Statistik, Jakarta, 2011.